# Чемпионат Финляндии по волейболу среди женщин
Чемпионат Финляндии по волейболу среди женщин — ежегодное соревнование женских волейбольных команд Финляндии. Проводится с 1957 года.
Соревнования проходят в трёх дивизионах — Чемпионской лиге, 1-м и 2-м дивизионах. Организатором чемпионатов является Федерация волейбола Финляндии.

## Формула соревнований (Чемпионская лига)
Чемпионат в Чемпионской лиге в сезоне 2024/25 включал два этапа — предварительный и плей-офф. На предварительной стадии команды играли в 3 круга. 8 лучших вышли в плей-офф и далее по системе с выбыванием определили финалистов, которые разыграли первенство. Серии матчей плей-офф проводились до четырёх побед одного из соперников.
За победу со счётом 3:0 и 3:1 команды получают 3 очка, 3:2 — 2 очка, за поражение со счётом 2:3 — 1 очко, 0:3 и 1:3 — 0 очков.
В чемпионате 2024/25 в Чемпионской лиге участвовало 10 команд: «Пёлкки Куусамон» (Куусамо), «Кангасала», «Хямеэнлинна», «Пуийо Воллей» (Куопио), «Виести» (Сало), «Арктик Воллей» (Рованиеми), «Вампула» (Гуйттинен), «Ориведен Поннистус» (Оривеси), «Лиига Плоки» (Пихтипудас), «Джими Воллей» (Сейняйоки). Чемпионский титул выиграла команда «Пуийо Воллей», победившая в финале «Кангасалу» 4-2 (3:2, 3:1, 0:3, 3:2, 0:3, 3:2). 3-е место заняла «Хямеэнлинна».

## Призёры
| Сезон     | 1-е место                                                                          | 2-е место                                                                          | 3-е место                                                                          |
| --------- | ---------------------------------------------------------------------------------- | ---------------------------------------------------------------------------------- | ---------------------------------------------------------------------------------- |
| 1957      | «Эйран Риенто» Хельсинки                                                           | «Лепакот» Хювинкяя                                                                 | «Хельсингин Поннистус» Хельсинки                                                   |
| 1958      | «Хельсингин Риенто» Хельсинки                                                      | «Эйран Риенто» Хельсинки                                                           | «Тикурилан Тикка» Вантаа                                                           |
| 1959      | «Кяпюлян» Хельсинки                                                                | «Коитон Риенто» Хельсинки                                                          | «Тампеэрен Вейкот» Тампере                                                         |
| 1960      | «Вейкот» Тампере                                                                   | «Хельсингин Поннистус» Хельсинки                                                   | «Кяпюлян» Хельсинки                                                                |
| 1961      | «Кяпюлян» Хельсинки                                                                | «Тампеэрен Вейкот» Тампере                                                         | «Коитон Риенто» Хельсинки                                                          |
| 1962      | «Хельсингин Поннистус» Хельсинки                                                   | «Тампеэрен Вейкот» Тампере                                                         | «Калеван» Тампере                                                                  |
| 1963      | «Кяпюлян» Хельсинки                                                                | «Тампеэрен Вейкот» Тампере                                                         | «Коитон Риенто» Хельсинки                                                          |
| 1963/64   | «Кяпюлян» Хельсинки                                                                | «Калеван» Тампере                                                                  | «Киммо» Лахти                                                                      |
| 1964/65   | «Кяпюлян» Хельсинки                                                                | «Киммо» Лахти                                                                      | «Калеван» Тампере                                                                  |
| 1965/66   | «Кяпюлян» Хельсинки                                                                | «Коитон Риенто» Хельсинки                                                          | «Киммо» Лахти                                                                      |
| 1966/67   | «Коитон Риенто» Хельсинки                                                          | «Киммо» Лахти                                                                      | «Кяпюлян» Хельсинки                                                                |
| 1967/68   | «Киммо» Лахти                                                                      | «Кяпюлян» Хельсинки                                                                | «Коитон Риенто» Хельсинки                                                          |
| 1968/69   | «Вартти» Хельсинки                                                                 | «Лаутта Пойят» Хельсинки                                                           | «Киммо» Лахти                                                                      |
| 1969/70   | «Вартти» Хельсинки                                                                 | «Коитон Риенто» Хельсинки                                                          | «Киммо» Лахти                                                                      |
| 1970/71   | «Хельсингин Элите» Хельсинки                                                       | «Вартти» Хельсинки                                                                 | «Киммо» Лахти                                                                      |
| 1971/72   | «Вартти» Хельсинки                                                                 | «Лаутта Пойят» Хельсинки                                                           | «Хельсингин Элите» Хельсинки                                                       |
| 1972/73   | «Киммо» Лахти                                                                      | ППС Хельсинки                                                                      | «Хельсингин Элите» Хельсинки                                                       |
| 1973/74   | «Киммо» Лахти                                                                      | ППС Хельсинки                                                                      | «Луолаян Каястус» Хямеэнлинна                                                      |
| 1974/75   | «Кархулан Вейкот» Котка                                                            | «Киммо» Лахти                                                                      | «Хельсингин Кири» Хельсинки                                                        |
| 1975/76   | «Хельсингин Кири» Хельсинки                                                        | «Кархулан Вейкот» Котка                                                            | «Киммо» Лахти                                                                      |
| 1976/77   | «Песя Вейкот» Ювяскюля                                                             | «Хельсингин Кири» Хельсинки                                                        | «Кархулан Вейкот» Котка                                                            |
| 1977/78   | «Кархулан Вейкот» Котка                                                            | «Песя Вейкот» Ювяскюля                                                             | «Луолаян Каястус» Хямеэнлинна                                                      |
| 1978/79   | «Кархулан Вейкот» Котка                                                            | «Эуран Райку» Эура                                                                 | «Луолаян Каястус» Хямеэнлинна                                                      |
| 1979/80   | «Кархулан Вейкот» Котка                                                            | «Эуран Райку» Эура                                                                 | «Хельсингин Кири» Хельсинки                                                        |
| 1980/81   | «Кархулан Вейкот» Котка                                                            | «Эуран Райку» Эура                                                                 | «Ориведен Поннистус» Оривеси                                                       |
| 1981/82   | «Песя Вейкот» Ювяскюля                                                             | «Кархулан Вейкот» Котка                                                            | «Эуран Райку» Эура                                                                 |
| 1982/83   | «Песя Вейкот» Ювяскюля                                                             | «Каавин Кайку» Каави                                                               | «Эуран Райку» Эура                                                                 |
| 1983/84   | «Эуран Райку» Эура                                                                 | «Песя Вейкот» Ювяскюля                                                             | «Каухайоэн Карху» Каухайоки                                                        |
| 1984/85   | «Эуран Райку» Эура                                                                 | «Васама» Вааса                                                                     | «Песя Вейкот» Ювяскюля                                                             |
| 1985/86   | «Васама» Вааса                                                                     | «Песя Вейкот» Ювяскюля                                                             | «Кориан Понси» Коувола                                                             |
| 1986/87   | «Васама» Вааса                                                                     | «Хаукипутаан Хейтто» Хаукипудас                                                    | «Кархулан Вейкот» Котка                                                            |
| 1987/88   | «Васама» Вааса                                                                     | «Кархулан Вейкот» Котка                                                            | «Хаукипутаан Хейтто» Хаукипудас                                                    |
| 1988/89   | «Васама» Вааса                                                                     | «Эуран Райку» Эура                                                                 | «Хаукипутаан Хейтто» Хаукипудас                                                    |
| 1989/90   | ХеСа Хельсинки                                                                     | «Валкеалан Кайо» Валкеакоски                                                       | «Кориан Понси» Коувола                                                             |
| 1990/91   | «Васама» Вааса                                                                     | «Кориан Понси» Коувола                                                             | «Блю Эйес Тим» Ювяскюля                                                            |
| 1991/92   | «Васама» Вааса                                                                     | «Кориан Понси» Коувола                                                             | «Валкеалан Кайо» Валкеакоски                                                       |
| 1992/93   | «Васама» Вааса                                                                     | «Валкеалан Кайо» Валкеакоски                                                       | «Кориан Понси» Коувола                                                             |
| 1993/94   | «Васама» Вааса                                                                     | «Валкеалан Кайо» Валкеакоски                                                       | «Кориан Понси» Коувола                                                             |
| 1994/95   | «Палоккан Пюрю» Ювяскюля                                                           | «Йоэнсуун Прихат» Йоэнсуу                                                          | «Васама» Вааса                                                                     |
| 1995/96   | «Васама» Вааса                                                                     | «Палоккан Пюрю» Ювяскюля                                                           | «Йоэнсуун Прихат» Йоэнсуу                                                          |
| 1996/97   | «Ориведен Поннистус» Оривеси                                                       | «Эуран Райку» Эура                                                                 | «Пиексямяки»                                                                       |
| 1997/98   | «Валкеалан Кайо» Валкеакоски                                                       | «Ориведен Поннистус» Оривеси                                                       | «Эуран Райку» Эура                                                                 |
| 1998/99   | «Эуран Райку» Эура                                                                 | «Валкеалан Кайо» Валкеакоски                                                       | «Тармо Воллей» Хямеэнлинна                                                         |
| 1999/2000 | «Тармо Воллей» Хямеэнлинна                                                         | «Эуран Райку» Эура                                                                 | «Йоэнсуун Прихат» Йоэнсуу                                                          |
| 2000/01   | «Тармо Воллей» Хямеэнлинна                                                         | «Виести» Сало                                                                      | «Йоэнсуун Прихат» Йоэнсуу                                                          |
| 2001/02   | «Тармо Воллей» Хямеэнлинна                                                         | «Йоэнсуун Прихат» Йоэнсуу                                                          | «Сомеро»                                                                           |
| 2002/03   | «Тармо Воллей» Хямеэнлинна                                                         | «Виести» Сало                                                                      | «Сомеро»                                                                           |
| 2003/04   | «Пиексямяки»                                                                       | «Тармо Воллей» Хямеэнлинна                                                         | «Ориведен Поннистус» Оривеси                                                       |
| 2004/05   | «Ванайян РК» Хямеэнлинна                                                           | «Ориведен Поннистус» Оривеси                                                       | «Пиексямяки»                                                                       |
| 2005/06   | «Ванайян РК» Хямеэнлинна                                                           | «Виести» Сало                                                                      | «Пихтипутаан Плоки» Пихтипудас                                                     |
| 2006/07   | «Ванайян РК» Хямеэнлинна                                                           | «Виести» Сало                                                                      | «Ориведен Поннистус» Оривеси                                                       |
| 2007/08   | «Ванайян РК» Хямеэнлинна                                                           | «Ориведен Поннистус» Оривеси                                                       | «Виести» Сало                                                                      |
| 2008/09   | «Виести» Сало                                                                      | «Ориведен Поннистус» Оривеси                                                       | «Ванайян РК» Хямеэнлинна                                                           |
| 2009/10   | «Виести» Сало                                                                      | ХПК Хямеэнлинна                                                                    | «Ориведен Поннистус» Оривеси                                                       |
| 2010/11   | «Виести» Сало                                                                      | «Ориведен Поннистус» Оривеси                                                       | ХПК Хямеэнлинна                                                                    |
| 2011/12   | «Виести» Сало                                                                      | ХПК Хямеэнлинна                                                                    | «Кангасала»                                                                        |
| 2012/13   | «Виести» Сало                                                                      | «Кангасала»                                                                        | «Ориведен Поннистус» Оривеси                                                       |
| 2013/14   | «Виести» Сало                                                                      | «Ориведен Поннистус» Оривеси                                                       | ХПК Хямеэнлинна                                                                    |
| 2014/15   | «Виести» Сало                                                                      | «Кангасала»                                                                        | ХПК Хямеэнлинна                                                                    |
| 2015/16   | ХПК Хямеэнлинна                                                                    | «Виести» Сало                                                                      | «Ориведен Поннистус» Оривеси                                                       |
| 2016/17   | «Виести» Сало                                                                      | ХПК Хямеэнлинна                                                                    | «Ориведен Поннистус» Оривеси                                                       |
| 2017/18   | ХПК Хямеэнлинна                                                                    | «Виести» Сало                                                                      | «Кангасала»                                                                        |
| 2018/19   | «Виести» Сало                                                                      | ХПК Хямеэнлинна                                                                    | «Пёлкки Куусамон» Куусамо                                                          |
| 2019/20   | Из-за пандемии коронавируса COVID-19 чемпионат не был завершён. Итоги не подведены | Из-за пандемии коронавируса COVID-19 чемпионат не был завершён. Итоги не подведены | Из-за пандемии коронавируса COVID-19 чемпионат не был завершён. Итоги не подведены |
| 2020/21   | «Виести» Сало                                                                      | «Пёлкки Куусамон» Куусамо                                                          | «Кангасала»                                                                        |
| 2021/22   | «Пёлкки Куусамон» Куусамо                                                          | «Виести» Сало                                                                      | «Хямеэнлинна»                                                                      |
| 2022/23   | «Пёлкки Куусамон» Куусамо                                                          | «Хямеэнлинна»                                                                      | «Пуийо Воллей» Куопио                                                              |
| 2023/24   | «Пёлкки Куусамон» Куусамо                                                          | «Кангасала»                                                                        | «Пуийо Воллей» Куопио                                                              |
| 2024/25   | «Пуийо Воллей» Куопио                                                              | «Кангасала»                                                                        | «Хямеэнлинна»                                                                      |